# Glaucobotys
Glaucobotys és un gènere monotípic d'arnes de la família Crambidae. Conté només una espècie, Glaucobotys spiniformis, que es troba a Kenya.